# Jewhen Łaszuk
Jewhen Witalijowycz Łaszuk, ukr. Євген Віталійович Лашук (ur. 26 lutego 1978) – ukraiński piłkarz, grający na pozycji napastnika.

## Kariera piłkarska

### Kariera klubowa
W 1995 rozpoczął karierę piłkarską w Obołoni Kijów. Na początku 1997 przeszedł do Bukowyny Czerniowce, w którym występował przez 2 lata, a potem na początku 1999 przeniósł się do Polihraftechnika Oleksandria. Latem 1999 w barwach Nywy Tarnopol debiutował w Wyższej Lidze. Potem bronił barw ukraińskich klubów Sokił Złoczów, Naftowyk Ochtyrka, Ełektron Romny, Ełektrometałurh-NZF Nikopol, Ołkom Melitopol, Krymtepłycia Mołodiżne i MFK Mikołajów. W sierpniu 2005 został wypożyczony do Spartaka Iwano-Frankiwsk, ale wkrótce powrócił do mikołajowskiego klubu. Na początku 2006 wyjechał za granicę, gdzie został piłkarzem gruzińskiego pierwszoligowego klubu Sioni Bolnisi, z którym zdobył mistrzostwo. Latem 2007 zasilił skład białoruskiego FK Mińsk, w którym zakończył karierę piłkarską.

## Sukcesy i odznaczenia

### Sukcesy klubowe
- mistrz Gruzji: 2006